# French Open 2017 (turniej legend poniżej 45 lat)
French Open 2017 – turniej legend poniżej 45 lat – zawody deblowe legend poniżej 45 lat, rozgrywane w ramach drugiego w sezonie wielkoszlemowego turnieju tenisowego, French Open. Zmagania miały miejsce pomiędzy 6–11 czerwca na ceglanych kortach Stade Roland Garros w 16. dzielnicy francuskiego Paryża.

## Drabinka

#### Klucz
- w/o – walkower
- k – krecz
- d – dyskwalifikacja
- Q – kwalifikant
- WC – dzika karta
- LL – szczęśliwy przegrany
- Alt – zawodnik zastępczy
- PR – ochrona rankingu
- SE – specjalna przepustka
- ITF – ranking ITF
- JE – ranking juniorski

### Faza finałowa
|  |       |                                   |   |   |    |
|  | Finał |                                   |   |   |    |
|  |       |                                   |   |   |    |
|  |       |                                   |   |   |    |
|  |       |                                   |   |   |    |
|  |       | Paul Haarhuis Andrij Medwediew    | 4 | 6 | 8  |
|  |       | Paul Haarhuis Andrij Medwediew    | 4 | 6 | 8  |
|  |       | Sébastien Grosjean Michaël Llodra | 6 | 3 | 10 |
|  |       | Sébastien Grosjean Michaël Llodra | 6 | 3 | 10 |
|  |       |                                   |   |   |    |

### Faza początkowa

#### Grupa A
|    |                                | Arnaud Clément Nicolas Escudé | Paul Haarhuis Andrij Medwediew | Thomas Enqvist Magnus Norman  | Mecze W–L | Sety W–L | Gemy W–L | Miejsce |
| A1 | Arnaud Clément Nicolas Escudé  |                               | 2:6, 5:7 (10 czerwca)          | 6:4, 7:6(4) (10 czerwca)      | 1–1       | 2–2      | 20–23    | 2.      |
| A2 | Paul Haarhuis Andrij Medwediew | 6:2, 7:5 (10 czerwca)         |                                | 6:3, 6:7(6), 10–8 (6 czerwca) | 2–0       | 4–1      | 26–17    | 1.      |
| A3 | Thomas Enqvist Magnus Norman   | 4:6, 6:7(4) (10 czerwca)      | 3:6, 7:6(6), 8–10 (6 czerwca)  |                               | 0–2       | 1–4      | 20–26    | 3.      |

#### Grupa B
|    |                                   | Carlos Moyá Juan Carlos Ferrero | Sébastien Grosjean Michaël Llodra | Àlex Corretja Gastón Gaudio | Mecze W–L | Sety W–L | Gemy W–L | Miejsce |
| B1 | Carlos Moyá Juan Carlos Ferrero   |                                 | 4:6, 7:5, 10–8 (7 czerwca)        | nie rozegrano               | 1–0       | 2–1      | 12–11    | 2.      |
| B2 | Sébastien Grosjean Michaël Llodra | 6:4, 5:7, 10–8 (7 czerwca)      |                                   | 6:2, 2:6, 10–7 (8 czerwca)  | 1–1       | 3–3      | 20–20    | 1.      |
| B3 | Àlex Corretja Gastón Gaudio       | nie rozegrano                   | 2:6, 6:2, 7–10 (8 czerwca)        |                             | 0–1       | 1–2      | 8–9      | 3.      |